# تشو تشونغه
تشو تشونغه (بالصينية: 周忠和) من مواليد 19 يناير 1965 في جيانغدو بمقاطعة جيانغسو هو عالم أحفوريات صيني. وصف الطيور القديمة كونفوشيوسورنيس.
تخرج تشو من جامعة نانجينغ وحصل على درجة الدكتوراه. في علم الأحياء في عام 1999 من جامعة كانساس. وهو مدير معهد علم الحفريات والباليوأنثروبولوجي في الأكاديمية الصينية للعلوم في بكين، وفي عام 2010 تم انتخابه للأكاديمية الوطنية الأمريكية للعلوم.